# Майораль, Борха
Бо́рха Майора́ль Мойя́ (исп. Borja Mayoral Moya, испанское произношение: [ˈboɾxa maʝoˈɾal]; 5 апреля 1997, Парла) — испанский футболист, нападающий клуба «Хетафе».

## Клубная карьера
Борха начинал свою карьеру в «Парле» из своего родного города. С 2007 года он занимался в системе мадридского «Реала». В 2015 году Борха был переведён в «Кастилью».
Дебютировал за основу «Реала» 31 октября 2015 года в матче с «Лас-Пальмасом» (3:1), заменив Тони Крооса. Второй свой матч провёл против мадридского «Атлетико» (0:1), заменив Карима Бензема в начале второго тайма.
В июле 2016 года перешёл в годичную аренду в немецкий «Вольфсбург». Эту команду Борха предпочёл московскому «Спартаку», благодаря главному тренеру «Реала», Зинедину Зидану, который отговорил форварда от переезда в Россию.
31 августа 2018 года на правах годичной аренды перешёл в «Леванте». В июле 2019 года Майораль снова был отдан в годичную аренду «Леванте».
2 октября 2020 года Майораль за 2 млн евро официально перешёл в «Рому» на правах аренды. Соглашение рассчитано на два сезона (до 30 июня 2022 года), по истечении срока которого или раньше итальянский клуб может выкупить игрока за 15-20 млн евро. Сообщается, что перед этим Борха продлил контракт с «Реалом» до лета 2023 года.

## Карьера в сборной
Майораль выступал за юношескую сборную Испании. Он принимал участие на юношеском чемпионате Европы 2015. Испанцы выиграли этот турнир, а Борха стал его лучшим бомбардиром, забив три мяча.
Летом 2019 года Майораль был приглашён в сборную для участия в чемпионате Европы среди молодёжных команд, который прошёл в Италии. В третьем матче в группе против Польши он отличился голом на 90-й минуте и его команда разгромила соперника — 5:0. В полуфинале забил один мяч в ворота Франции, а его команда победила со счётом 4:1 и пробилась в финал.

## Достижения

### Командные достижения
«Реал Мадрид»
- Обладатель Суперкубка Испании: 2017
- Обладатель Суперкубка УЕФА: 2017
- Победитель Клубного чемпионата мира: 2017
- Победитель Лиги чемпионов УЕФА: 2017/18

«Рома»
- Победитель Лиги конференций УЕФА: 2021/22

Сборная Испании (до 19 лет)
- Чемпион Европы: 2015

Сборная Испании (до 21 года)
- Чемпион Европы: 2019
- Серебряный призёр молодёжного ЕВРО–2017

### Личные достижения
- Лучший бомбардир ЕВРО–2015 (до 19 лет): 3 гола
- Лучший бомбардир в истории Юношеской лиги УЕФА: 15 голов
- Лучший бомбардир Лиги Европы УЕФА 2020/21: 7 голов [8]
- Команда сезона Лиги Европы УЕФА: 2020/21[9]

## Клубная статистика
По состоянию на 11 июня 2023 года
| Выступление      | Выступление      | Выступление      | Лига | Лига | Кубок | Кубок | Еврокубки | Еврокубки | Прочие | Прочие | Итого | Итого |
| Клуб             | Лига             | Сезон            | Игры | Голы | Игры  | Голы  | Игры      | Голы      | Игры   | Голы   | Игры  | Голы  |
| ---------------- | ---------------- | ---------------- | ---- | ---- | ----- | ----- | --------- | --------- | ------ | ------ | ----- | ----- |
| → Кастилья       | Сегунда B        | 2014/15          | 5    | 2    | —     | —     | —         | —         | —      | —      | 5     | 2     |
| → Кастилья       | Сегунда B        | 2015/16          | 29   | 15   | —     | —     | —         | —         | 4      | 0      | 33    | 15    |
| → Кастилья       | Итого            | Итого            | 34   | 17   | —     | —     | —         | —         | 4      | 0      | 38    | 17    |
| Реал Мадрид      | Примера          | 2015/16          | 6    | 0    | 0     | 0     | 0         | 0         | —      | —      | 6     | 0     |
| Реал Мадрид      | Примера          | 2017/18          | 14   | 3    | 6     | 3     | 4         | 1         | 0      | 0      | 24    | 7     |
| Реал Мадрид      | Примера          | 2018/19          | 0    | 0    | —     | —     | —         | —         | 1      | 0      | 1     | 0     |
| Реал Мадрид      | Примера          | 2020/21          | 2    | 0    | —     | —     | —         | —         | —      | —      | 2     | 0     |
| Реал Мадрид      | Итого            | Итого            | 22   | 3    | 6     | 3     | 4         | 1         | 1      | 0      | 33    | 7     |
| → Вольфсбург     | Бундеслига       | 2016/17          | 19   | 2    | 2     | 0     | —         | —         | —      | —      | 21    | 2     |
| → Леванте        | Примера          | 2018/19          | 29   | 3    | 4     | 2     | —         | —         | —      | —      | 33    | 5     |
| → Леванте        | Примера          | 2019/20          | 34   | 8    | 2     | 1     | —         | —         | —      | —      | 36    | 9     |
| → Леванте        | Итого            | Итого            | 63   | 11   | 6     | 3     | 0         | 0         | 0      | 0      | 69    | 14    |
| → Рома           | Серия A          | 2020/21          | 31   | 10   | 1     | 0     | 13        | 7         | —      | —      | 45    | 17    |
| → Рома           | Серия A          | 2021/22          | 5    | 0    | 0     | 0     | 6         | 1         | —      | —      | 11    | 1     |
| → Рома           | Итого            | Итого            | 36   | 10   | 1     | 0     | 19        | 8         | 0      | 0      | 56    | 18    |
| → Хетафе         | Примера          | 2021/22          | 18   | 6    | —     | —     | —         | —         | —      | —      | 18    | 6     |
| → Хетафе         | Примера          | 2022/23          | 35   | 8    | 3     | 1     | —         | —         | —      | —      | 38    | 9     |
| → Хетафе         | Итого            | Итого            | 53   | 14   | 3     | 1     | —         | —         | —      | —      | 56    | 15    |
| Всего за карьеру | Всего за карьеру | Всего за карьеру | 227  | 57   | 18    | 7     | 23        | 9         | 5      | 0      | 273   | 73    |